# برنس، ان
برنس (به فرانسوی: Brens) یک کمون در فرانسه است که در دپارتمان ان (اوورنی-رون-آلپ) واقع شده‌است. برنس ۶٫۹۰ کیلومتر مربع مساحت دارد ۲۵۰ متر بالاتر از سطح دریا واقع شده‌است.